# 이성우 (배우)
이성우(1982년 12월 12일 ~ )는 대한민국의 배우이다.

## 드라마
- (2012년) (SBS) 주말드라마 《내 사랑 나비부인》
- (2013년) (SBS) 수목드라마 《주군의 태양》
- (2015년) (SBS) 월화드라마 《미세스 캅》
- (2015년) (SBS) 일일연속극 《돌아온 황금복》
- (2018년) (SBS) 토요드라마 《미스 마 - 복수의 여신》 ... 장선두 역
- (2019년) (MBC) 월화드라마 《아이템》 ... 양준면 역
- (2021년) (KBS2) 월화드라마 《경찰수업》 ... 장재규 역
- (2024년) (TVING), (tvN) 월화드라마 《좋거나 나쁜 동재》 ... 김형우 역
- (2024년) (Netflix) 오리지널 드라마 《오징어게임 2》... 226번 참가자 김영삼 역
- (2025년) (Netflix) 오리지널 드라마《오징어게임 3》... 226번 참가자 김영삼 역
- (2025년) (tvN) 토일드라마 《서초동》 … 임우성 역

## 영화
- (2011년) 《Mr. 아이돌》 ... 방송국 FD 역
- (2014년) 《역린》 ... 어영청무관 1 역
- (2014년) 《명량》 ... 조선수군 역 (첫 천만영화)
- (2015년) 《강남 1970》 ... 구사장 패거리 2 역
- (2015년) 《협녀, 칼의 기억》 ... 유백친위대 역
- (2016년) 《해어화》 ... 연희녹음실 엔지니어 역
- (2017년) 《특별시민》 ... 변캠프 미디어 1 역
- (2017년) 《범죄도시》 ... 이수파 행동대장 역
- (2017년) 《기억의 밤》 ... 체포형사 1 역
- (2018년) 《성난황소》 ... 두식 역
- (2019년) 《기묘한 가족》 ... 세단남 역
- (2019년) 《롱 리브 더 킹: 목포 영웅》 ... 목포경찰서 문 형사 역
- (2019년) 《아내를 죽였다》 ... 이형사 역
- (2019년) 《메리 좀 찾아줘》 ... 원재 역
- (2021년) 《오늘, 우리 2》 ... 신랑 역
- (2022년) 《경관의 피》 ... 한팀장 역
- (2022년) 《뜨거운 피》 ... 정배 역